# Levelland
Levelland är administrativ huvudort i Hockley County i Texas och säte för South Plains College. Enligt 2010 års folkräkning hade Levelland 13 542 invånare.